# توماس إيكنز

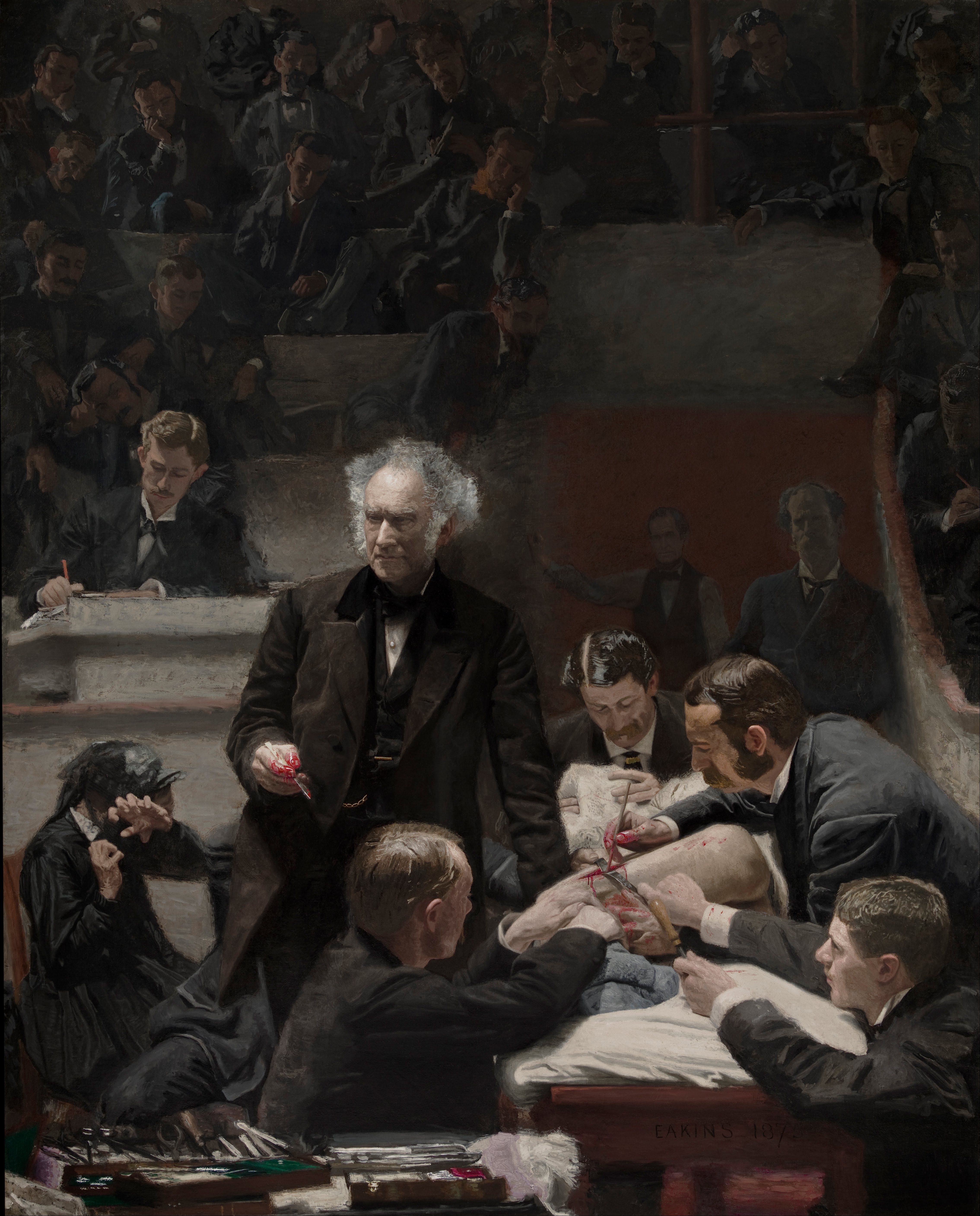
عيادة غروس بريشة توماس إيكنز تصور اللوحة الدكتور صموئيل د جروس ، يلقي محاضرة على مجموعة من الطلاب أثناء أجراء عملية جراحية. في عام 2006 قدرة قيمة أللوحة بسعر 68 مليون دولار امريكي. اللوحة ضمن مجموعة متحف فيلادلفيا للفنون ، بنسيلفانيا.

كان توماس كوبرثويت إيكنز (Thomas Cowperthwait Eakins) (المولود في 25 من يوليو 1844م – 25 من يونيو 1916م) رسامًا تابع للمدرسة الواقعية، ومصورًا فوتوغرافيًا، ونحاتًا، ومعلمًا للفنون التشكيلية. وكان يُعرف بكونه أحد أهم الفنانين في تاريخ الفن الأمريكي.

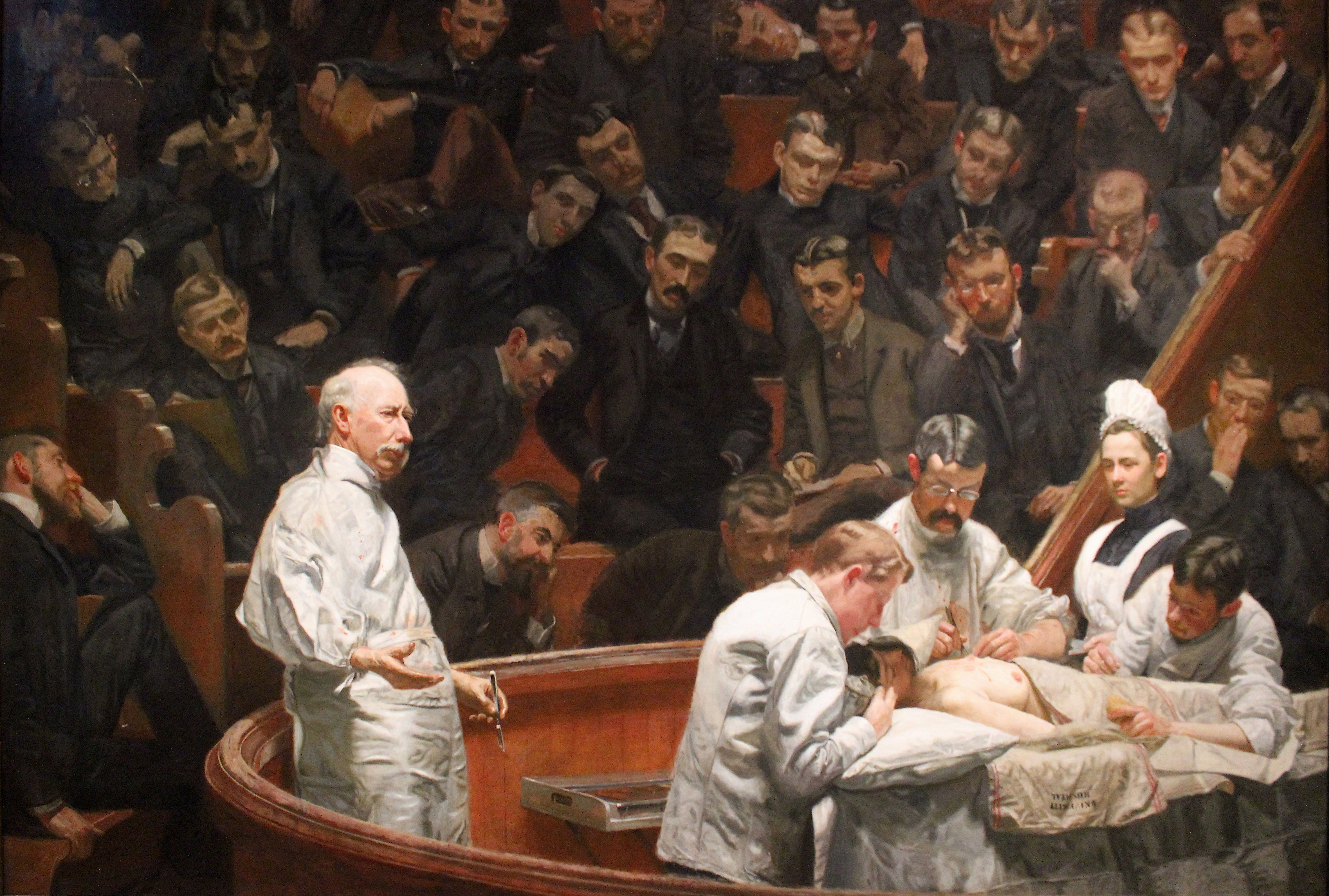
عيادة أغنيو بريشة توماس إيكنز. رسمت أللوحة لتكريم عالم التشريح والجراح البروفيسور ديفيد هايز أغنيو ، أللوحة الآن في جامعة بنسيلفانيا.

فطوال حياته الفنية، منذ أوائل سبعينيات القرن التاسع عشر وإلى أن بدأت صحته في التدهور بعد أربعين سنة تقريبًا، عمل إيكنز بشكل قاسٍ، مختارًا لسكان بلدته فيلادلفيا كمواضيع لأعماله. فقد قام برسم مئات اللوحات الفنية، كان أغلبها لأصدقائه، أو أفراد عائلته، أو أناس بارزين في الفنون، والعلوم، والطب، والدين. وإجمالاً، تقدم لوحاته نظرة عامة للحياة الفكرية لمدينة فيلادلفيا في أواخر القرن التاسع عشر وأوائل القرن العشرين؛ فكل منها على حدة، يشكل تصويرًا ثاقبًا للأشخاص المفكرين. وعلاوة على ذلك، قدم إيكنز عددًا من اللوحات الكبيرة التي تناولت موضوعات من خارج غرفة الرسم كالمكاتب، والشوارع، والحدائق، والأنهار، والساحات، والمدرجات الجراحية في مدينته. كما سمحت له هذه الأماكن المفتوحة برسم المواضيع الأكثر إلهامًا بالنسبة له: حركة الشخصيات العارية أو خفيفة الملابس. وقد كان بإمكانه صياغة أشكال الجسم في ضوء الشمس الكامل خلال عملية الرسم، وخلق صور من الفضاء السحيق باستخدام دراسته لفن الرسم المنظوري.
كما كان عمله كمدرس لا يقل أهميةً عن كونه رسامًا. كان إيكنز كمعلم شخصية بالغة التأثير في الفن الأمريكي. وكانت الصعوبات التي عانى منها كفنان في سعيه لرسم صورة واقعية وشخصية تتوازى أو أحيانًا تتضخم في حياته المهنية كمعلم، حيث الفضائح السلوكية والجنسية التي اقتطعت نجاحه وضرت بسمعته.
كما كان إيكنز يهتم اهتمامًا كبيرًا بالتكنولوجيا الجديدة في حركة التصوير الفوتوغرافي، وهو يعتبر من المبتكرين في هذا المجال. كان إيكنز شخصية مثيرة للجدل، لم تلق أعمله سوى القليل من الاعتراف الرسمي خلال حياته. ومنذ وفاته، يقوم مؤرخو الفن بالاحتفاء به «كأقوى الفنانين الواقعيين وأكثرهم عمقًا في الفن الأمريكي في القرن التاسع عشر وأوائل القرن العشرين».

## كتابات أخرى
- Adams, Henry: Eakins Revealed: The Secret Life of an American Artist. Oxford University Press, 2005. ISBN 0-19-515668-4.
- Berger, Martin: Man Made: Thomas Eakins and the Construction of Guilded Age Manhood. University of California Press, 2000. ISBN 0-520-22209-1.
- Canaday, John: Thomas Eakins; "Familiar truths in clear and beautiful language", Horizon. Volume VI, Number 4, Autumn 1964.
- Doyle, Jennifer: "Sex, Scandal, and 'The Gross Clinic'". Representations 68 (Fall 1999): 1-33.
- Goodrich, Lloyd: Thomas Eakins. Harvard University Press, 1982. ISBN 0-674-88490-6
- Homer, William Innes: Thomas Eakins: His Life and Art. Abbeville Press, 1992. ISBN 1-55859-281-4
- Johns, Elizabeth: Thomas Eakins. Princeton University Press, 1991. ISBN 0-691-00288-6
- Kirkpatrick, Sidney: The Revenge of Thomas Eakins. Yale University Press, 2006. ISBN 0-300-10855-9.
- Lubin, David: Acts of Portrayal: Eakins, Sargeant, James. Yale University Press, 1985. ISBN 0-300-03213-7
- Sewell, Darrel; et al. Thomas Eakins. Yale University Press, 2001. ISBN 0-87633-143-6
- Sewell, Darrel: Thomas Eakins: Artist of Philadelphia. Philadelphia Museum of Art, 1982. ISBN 0-87633-047-2
- Updike, John: Still Looking: Essays on American Art. Alfred A. Knopf, 2005. ISBN 1-4000-4418-9
- Weinberg, H. Barbara: Thomas Eakins and the Metropolitan Museum of Art. The Metropolitan Museum of Art, 1994. Publication no: 885-660
- Werbel, Amy: Thomas Eakins: Art, Medicine, and Sexuality in Nineteenth-Century Philadelphia. Yale University Press, 2007. ISBN 978-0-300-11655-7.
- The Paris Letters of Thomas Eakins. Edited by William Innes Homer. Princeton, Princeton University Press, 2009, ISBN 978-0-691-13808-4
- Braddock, Alan: Thomas Eakins and The Cultures of Modernity. University of California Press, 2009. ISBN 978-0-520-25520-3

## وصلات خارجية
- توماس إيكنز على موقع الموسوعة البريطانية (الإنجليزية)
- توماس إيكنز على موقع إن إن دي بي (الإنجليزية)
- توماس إيكنز على موقع أوليمبيديا (الإنجليزية)
- Thomaseakins.org, 148 works by Thomas Eakins
- Thomas Eakins Exhibition at The Metropolitan Museum of Art
- Thomas Eakins letters online at the Smithsonian Archives of American Art
- Selections from the Seymour Adelman collection, 1845-1958 features a collection of documents relating to Eakins and his family from the Archives of American Art
- "Introduction". Thomas Eakins: Scenes from modern life. WHYY, Incorporated. 2002. مؤرشف من الأصل في 2019-04-29. اطلع عليه بتاريخ 2012-05-23. Documentary film broadcast on PBS network in 2002
- توماس إيكنز على موقع فايند أغريف